# Le Retour de Kung Fu
Série Kung Fu
Kung Fu
(1972) Kung Fu, la légende continue
(1993)
Pour plus de détails, voir Fiche technique et Distribution.
Le Retour de Kung Fu (Kung Fu: The movie) est un téléfilm tiré de la série télévisée Kung Fu. Il a été réalisé par Richard Lang, et diffusé le 1er février 1986 sur CBS. Le rôle de Caine est repris par David Carradine. Le rôle de son fils, Chung Wang, est interprété par Brandon Lee, qui fait ses débuts d'acteur avec ce téléfilm qui a été diffusé le jour du 21e anniversaire de Brandon. Le rôle de Maître Po est également repris par Keye Luke et The Manchu est interprété par Mako.
En France, le téléfilm a été diffusé le diffusé le 18 juin 1989 sur Antenne 2. Rediffusion le 8 avril 1991 sur La Cinq. 

## Synopsis
Kwai Chang Caine revient plus fort que jamais.